# THE EMERALDS
THE EMERALDS （ジ・エメラルズ）は、2002年結成の日本のインディーズスリーピースロックバンド。
2004年、アメリカテキサス州オースティンで開催される音楽ショーケースイベント*SXSW　サウス・バイ・サウスウエストのオーディションに通過し出演して以来、以降6年間連続で通過。日本からの参加として最多連続出場し、これを起点に海外の様々なフェスから招待を受け参戦。海外でのツアーも数多くこなしている。
海外での活動を通じて、メジャー／インディーを問わず日本のさまざまなアーティストとの交流がある。
アメリカ合衆国、カナダ、韓国などの国々でライブを行い、キャッチフレーズは「世界の恋人」。レザーパンツにサングラスで早口のガレージロック、ロックンロールを演奏するが、シャツが花柄であること、歌詞がセンチメンタルすぎることが特徴。
2008年10月米国CMJ New Yorkにてサポート。

## THE EMERALDS結成の経緯
ふとした事故で100年後の未来から21世紀の日本にタイムスリップしてきてしまった「時をかけるロックンローラー」カズヤが、21世紀の世の中を見て、100年後の未来へ帰るためにはこの世界を愛で満たさなければいけない、俺にできることは何かな。愛の歌を歌うことかな、と考えバンド結成を決意。新宿でホストをしていたツバサ（欧介）とショウ（アキオ）のホスピタリティ精神に感銘をうけ、彼らを橋本真也の試合観戦に誘い、プロレス会場で彼らと意気投合しTHE EMERALDSを結成した。
(出典：2009/06/26 FM横浜「Yokohama Music Award」インタビューより）

## 主な活動
- 2002年に結成。翌々年の2004年、オースティンで開催されるアメリカ最大級の音楽フェス「SXSW（サウス・バイ・サウスウェスト）」のオーディションに通過し出場。後のFMヨコハマでのインタビューでは「そろそろ名古屋、大阪あたりにツアー行こうって話してたら、その前にアメリカに行くことになってしまった」と語っている。SXSWには以降6年間連続出場し、日本からの参加として最多連続出場。

- 後のインタビューによると、SXSW2005あたりから「かっこつけるのをやめた」「素を出しはじめた」「結果、かっこいいと面白いのギリギリで面白いあたりに行きはじめた」という音楽ではない部分の方向性が明確になった結果、少しだけブレイク。様々なツアー、フェスから声をかけられるようになり、毎年、年に2回のアメリカツアーに加え、ニューヨーク／ボストン／アトランタ／ハワイ、さらにはカナダや韓国のフェスに出演するなど、無茶苦茶な活動を繰り広げる。

- 海外でツアーをするようになり、特に初期のころは距離感が掴めず、昼のイベントと夜のライブだから大丈夫だろうと高を括り、ボストンとニューヨークで同じ日にライブをブッキングしてしまったりしていた。それをこなせた経験から、以降、1日3回公演、2泊4日ライブ8本の電撃ツアーなど、おおらかなブッキングをするようになったらしい。結果、ライブ経験に関してはネタの宝庫であり「2万人の観衆で埋まった韓国オリンピックスタジアムでのフェス」「アメリカ人のコスプレイヤー2000人で埋め尽くされたアトランタのアニメフェス」「5000人が訪れたハワイのフェス」「ニューヨークのニッティングファクトリー」「金持ちが所有する山をまるまる使って開催されたハロウィーンパーティ」「やからが集う公園」「美容室の店内」「カレー屋のテラス」など、珍妙な経験談には事欠かない。

- 当時、アメリカツアーを行なうインディーズのアーティストなどおらず、年に2回のアメリカツアーを一緒にまわるのはほぼ現地のアーティストか日本のメジャーなアーティストとなる。そのため数多くの著名バンドと一緒にライブをしており、日本に戻ってからも交流を続けているバンドも多い。同じステージにあがった日本の著名なバンドとして「FUZZY CONTROL」「氣志團」「the pillows」「Bonnie Pink」などの名前があがり、また「PE'Z」「ELLEGARDEN」「STANCE PUNKS」「つしまみれ」「HY」「ザ50回転ズ」「GO!GO!7188」「SCANDAL」「detroit7」「ザ・キャプテンズ」らとは長くアメリカツアーを一緒にまわっている。なお、後のTVKでのインタビューでは「とはいえ日本ではオレら無名だから、帰国しちゃうと、イベント以外では日本で一緒にライブやることあんまりなくて、仲良くなったバンドとは、もっぱら飲んでばっかり。」と語っている。

- 上記に何度も言及されている通り国内での知名度は皆無に等しいが、それでも、神奈川、名古屋、大阪では局地的に支持されており、TVKとFMヨコハマ、FM802、ZIP-FMと、戦略なのか必然なのか、なぜか東京以外のメディアに多く出演。珍妙な経験の豊富さと、不思議なつながりの多さ、そして適当なトーク力が功を奏し、TVKやFMヨコハマではレギュラーコーナーを持っており、そこではデビュー直後の「いきものがかり」などとも絡んでいた。また、TVKでは年末の年越し番組にも出演し、大阪では「なんばhatch」などのオオバコでライブをしている。結果、国内でも「ギターウルフ」「サカナクション」らとも同じステージに立っている。

- 本人たちいわく「運だけは良い」。さまざまな珍妙な縁により、2007年、映画「青空のルーレット」の1シーンに出演。また、2008年に発売した初のフルアルバム「LOVE IS ROLLING」の帯やフライヤーには、メジャーからインディーまで多様なアーティストに加え、脚本家の中園ミホや小説家の林真理子、TVKアナウンサーの小林咲夏などもコメントを寄せている。さらに「ALL MY LOVE FOR YOU」のPVに元プロレスラーのザ・グレート・カブキがトラックの運転手役で友情出演。が、その存在感のためにほぼザ・グレート・カブキのプロモーションビデオと化している。（このPVはyoutubeにて10万再生を超えたタイミングで、なぜか突如削除されてしまった。おそらくバンドではなくプロレスラーの肖像権の問題）

- 上記のPVをまさかのニコニコ動画で発掘。
 「LOVE IS ROLLING（2008年）」[1]
 「ALL MY LOVE FOR YOU（2008年）」[2]

- 2008年のファーストアルバム発売以降、Wiiの音楽ゲームに収録されたり、abc系列の全米ドラマ「Castle（邦題：キャッスル 〜ミステリー作家は事件がお好き）」で楽曲が使われたりするなど、アメリカを中心に順調な活動を続けていたが、翌2009年、アキオのプライベートな事情により活動を休止。自称“世界の恋人”は突如この世界から姿を消した。が、2012年くらいから、まったく何の前触れも無く、たまに突如復活したりしている。

## ディスコグラフィー
TALK ABOUT LOVE（2004年）

（Cranberry Records）
1. TALK ABOUT LOVE
2. VANILLA GIRL
3. JULIET
4. BLUE BRIDGE
5. カートコバーンが大好きな女の子

Surfing Baby（2006年）

（Cranberry Records）
1. SURFING BABY
2. LOVE FIRE
3. CRANBERRY CLASSIC

LOVE IS ROLLING（2008年）

（ヨコハマ☆コロムビア/コロムビアミュージック(日本)／Australian Cattle God(US)／ミラーボールミュージック(韓国)）

1. ALL MY LOVE FOR YOU
2. LOVE IS ROLLING
3. TALK ABOUT LOVE
4. 時をかけるロックンローラー
5. KISS ME BABY
6. 愛してるなんていえないよBABY
7. NEVER CHANGE
8. SHIMOKITA DREAM
9. HEY EVERYBODY LET'S DANCE TONIGHT!
10. SAKURA

アルバムリリースインタビュー

http://smashingmag.com/int/int08/080915emeralds_jet0.html
PV「LOVE IS ROLLING（2008年）」

https://www.nicovideo.jp/watch/sm5018034
PV「ALL MY LOVE FOR YOU（2008年）」

https://www.nicovideo.jp/watch/sm4912618

## 主な海外での活動
2004年
- 2004.3.19	 “SXSW 2004” JAPAN NITE Caribbean Lights@Austin
with ROMZ record CREW / Response / FUZZY CONTROL / ZANZO / 氣志團
http://www.sxsw-asia.com/2004bands/

2005年
- 2005.3.18	 “SXSW 2005” JAPAN NITE#1 Caribbean Lights@Austin
with Titan Go King’s / I-Dep / Noodles / the pillows
http://sxsw-asia.com/JapanNite2005/
- 2005.3.20-28	 “SXSW 2005 JAPAN GIRLS NITE US TOUR” 
with Puppypet / Titan Go King’s / つしまみれ / Petty Booka / Noodles / Fantasy’s Core / the pillows
http://www.sister.co.jp/GirlsUStour2005/
- 2005.3.20	 Bottom Lounge@Chicago
- 2005.3.21	 Sin-e@New York
- 2005.3.22	 Abby Lounge@Boston
- 2005.3.23	 St. Lawrence University@Canton
- 2005.3.25	 KING KING@Los Angeles
- 2005.3.26	 Starry Plough@BERKELEY
- 2005.3.27	 Studio Z.@San Francisco
- 2005.3.28	 Sunset Tavern@Seattle

- 2005.10.1	 NEMO MUSIC FESTIVAL@BOSTON
- 2005.10.1	 Lion's Den@New York
- 2005.10.30	 Room 710@Austin
- 2005.10.31	 Enchanted Forest halloween party@Austin
- 2005.11.03	 Harpers Ferry@Allson

2006年
- 2006.03.17-29	 “SXSW 2006” and “SXSW 2006 US TOUR”
with PE'Z / ELLEGARDEN / STANCE PUNKS / The Rodeo Carburetor / つしまみれ
http://sxsw-asia.com/JapanNite2006/tourdate.html
- 2006.3.17	 Sam's Burger Joint@San Antonio
- 2006.3.18	 SXSoWet WET Salon and Studio.@Austin
- 2006.3.18	 FXFU@Austin
- 2006.3.18	 “SXSW 2006” JAPAN NITE Elysium@Austin
- 2006.3.20	 Knitting Factory@New York
- 2006.3.21	 TT The Bears@Cambridge(BOSTON)
- 2006.3.22	 Khyber@Phiadelphia
- 2006.3.23	 Empty Bottle＠Chicago
- 2006.3.24	 BlueBird@Denver
- 2006.3.26	 Nuemos@Seattle
- 2006.3.27	 Sabala's@Portland
- 2006.3.28	 Independent@San Francisco
- 2006.3.29	 Knitting Factory@Los Angeles

- 2006.9.29	 Slugger@Seoul
- 2006.9.29	 Soundholic@Seoul
- 2006.9.30	 “Ssamzie sound festival” Seoul Olympic Stadium@Seoul
with ELLEGARDEN / NICOTINE

2007年
- 2007.3.8	 “Canadian Music Week” Bovine Sex Club@Toronto
- 2007.3.9	 “Canadian Music Week” Kathedral@Toronto
- 2007.3.10-20　　 “SXSW2007” and “SXSW 2007 US TOUR”
with ザ50回転ズ / HY / Pistol Valve / GO!GO!7188 / オレスカバンド / 浅草ジンタ
http://www.sxsw-asia.com/JapanNite2007/tourdate.html
- 2007.3.10	 TT The Bears@Cambridge(BOSTON)
- 2007.3.11	 Knitting Factory@New York
- 2007.3.13	 Khyber@Phiadelphia
- 2007.3.14	 Empty Bottle＠Chicago
- 2007.3.16	 “SXSW 2007” JAPAN NITE Elysium@Austin
- 2007.3.17	 FXFU@Austin
- 2007.3.18	 Knitting Factory@Los Angeles
- 2007.3.19	 Independent@San Francisco
- 2007.3.20	 Nuemos@Seattle

- 2007.9.19	 Rhythm & Brews@Chattanooga
- 2007.9.20	 Drunken Unicorn@Atlanta
- 2007.9.21	 Tasty World@Athens
- 2007.9.22	 “Anime Weekend Atlanta(AWA)13” Renaissance Waverly Hotel@Atlanta
with Peelander-Z / ザ・キャプテンズ

2008年
- 2008.03.15-23　　“SXSW 2008” and “SXSW 2008 US TOUR”
with Petty Booka / Ketchup Mania / detroit7 / THE BEACHES / SCANDAL
http://www.sxsw-asia.com/JapanNite2008/tourdate.html
- 2008.3.15	 “SXSW 2008” JAPAN NITE 2 Elysium@Austin
- 2008.3.16	 Knitting Factory@New York
- 2008.3.17	 TT The Bears@Cambridge(BOSTON)
- 2008.3.18	 Empty Bottle＠Chicago
- 2008.3.19	 Hi-Dive＠Denver
- 2008.3.20	 High Dive@Seattle
- 2007.3.21	 Independent@San Francisco
- 2007.3.23	 Knitting Factory@Los Angeles

- 2008.9.19	 Drunken Unicorn@Atlanta
- 2008.9.20	 “Anime Weekend Atlanta (AWA)14” Renaissance Waverly Hotel@Atlanta
with Peelander-Z / ザ・キャプテンズ
- 2008.9.21	 Sam's Burger Joint@San Antonio
- 2008.10.24	 “CMJ08” Lit Lounge@New York
- 2008.10.25	 “CMJ08” Crash Mansion@New York

2009年
- 2009.3.21	 “SXSW 2009” JAPAN NITE
with ステレオポニー / SpecialThanks / SA / 浅草ジンタ / quaff
http://sxsw-asia.com/JapanNite2009/
- 2009.3.23	 TT The Bears@Cambridge(BOSTON)
- 2009.4.11	 “Kawaii-kon 2009” Hawaii Convention Center@Honolulu
with つしまみれ / ザ・キャプテンズ

http://www.jame-world.com/pl/artists-biography-837-the-emeralds.html

## その他関連プロジェクト
- THE RUBIES

2009年7月より、カズヤ（ギターボーカル）、欧介（ベースボーカル）、ダイスケ（ドラムボーカル）、タロウ（タンバリンボーカル）という編成で、THE RUBIES（ザ・ルビーズ）という別ユニット活動をおこなっている。タンバリンボーカルのタロウは、カラオケボックスで、マイケルジャクソンの曲を「ッダ、」といった吐息の細部に至るまで完全に再現して歌う姿勢がおもしろかったので、スカウトしたらしい。バンドがフロアにいる時間のほうが長く台車に乗って会場中を走り回りクラッカーを打ちまくるそのライブは純度120%のエンタテインメントであり、もはやコミックバンドだが、2010年および2012年 「The Rubies from THE EMERALDS」 として、サウス・バイ・サウスウエストの音楽ショーケースに参加している。THE EMERALDSと合わせ、サウス・バイ・サウスウエストへ通算8回参加したことから、地元テキサスのライブハウスの壁面には、彼らの写真がオノ・ヨーコの写真の隣に飾られている。2014年時点でのホームライブハウスは渋谷ミルキーウェイ。
https://www.facebook.com/TheRubies.jp
- Lonely Planet Boys

THE EMERALDS、THE RUBIESのギターボーカルカズヤによるアコースティックソロ・プロジェクト。ソロなのになぜか複数形である。使用するアコースティックギターはTaylor製。ライブハウス本八幡ルート14を拠点に2014年7月より、オリジナル曲を中心に、THE EMERLDS、THE RUBIES の楽曲を交え、月に1度のペースでライブ活動を行っている。
https://kzyn.jugem.jp/
- DJ KING

THE EMERALDS、THE RUBIESのベース欧介と思われる人物によるDJ活動。本人はテキサスから来たといい、なぜかアフロのカツラを被ってジミヘンのようなストールを巻き、80年代ポップスばかりをかける。エメラルズのライブおよびmixiにて活動していた。
- DJ AKIBA

THE EMERALDS、THE RUBIESのベース欧介と思われる人物によるDJ活動。本人は秋葉原生まれ秋葉原育ちといい、なぜか長髪のカツラを被ってLAOXの袋とマジックハンドを片手に、80年代ポップスばかりをかける。永遠のアイドルことチタン合金ズとエメラルズの合同ライブにて活動していた。
- サンダークロウズ

THE EMERALDSのドラムアキオとTHE EMERALDS、THE RUBIESのベース欧介と思われるふたりによるドラムサークルユニット。真っ黒なサンタの衣装を羽織ってエメラルズのクリスマスライブにて活動していた。